# Éric Kayser
Éric Kayser (Lure, 16 ottobre 1964) è un pasticciere francese.

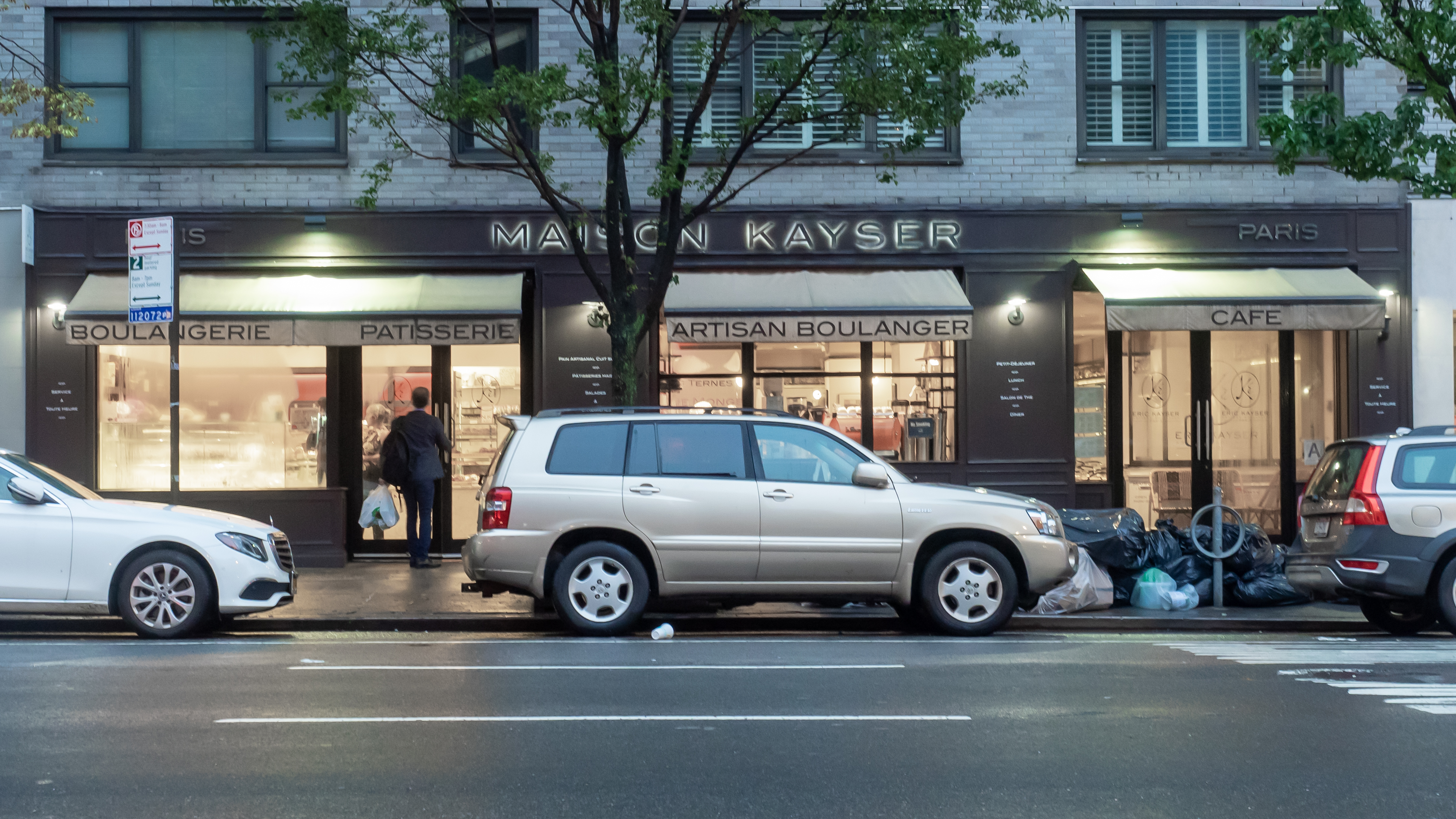
Il Maison kayser a Manhattan

Discendente da una famiglia di pasticcieri dai tempi del bisnonno in Lorena
Nel 1975, all'età di 11 anni si trasferisce con i suoi genitori in Costa Azzurra.
A Fréjus inizia il suo stage e nel 1983, a 19 anni Kayser diventa un Compagnon.. Nel 1994, insieme a Patrick Castagna, Kayser inventa Fermento Levain, uno strumento che permette l'uso del lievito madre liquido in continuazione.
Il 13 settembre 1996 apre la sua prima pasticceria al 8 rue Monge a Parigi e successivamente arriva ad aprire oltre 200 pasticcerie nel mondo:  Tunisia, Grecia, Portogallo, Russia, Giappone, Ucraina, Regno Unito, Cambodia, Marocco, Senegal, Corea del Sud Libano, Emirati Arabi Uniti, Cile, Indonesia, Israele, Singapore, Colombia, Messico, Stati Uniti, Hong Kong, Taiwan, Filippine, e Nigeria..

## Opere
- Les tartes d'Éric Kayser, 2006
- Mes recettes: Céréales, graines et fruits secs Éric Kayser, 2008
- Mes petits biscuits sucrés et salés, Éric Kayser, Yaïr Yosefi
- The Larousse Book of Bread: 80 Recipes to Make at Home, 2014